# John O’Connor
John Joseph O’Connor (ur. 15 stycznia 1920 w Filadelfii, zm. 3 maja 2000 w Nowym Jorku) – amerykański duchowny katolicki, arcybiskup Nowego Jorku, kardynał.

## Życiorys
Urodził się 15 stycznia 1920 w Filadelfii, jako czwarte z pięciorga dzieci Thomasa J. O'Connora i Dorothy Magdalene (z domu Gomple) O'Connor. Rozpoczął naukę w katolickim liceum dla chłopców West Philadelphia. Następnie zapisał się do seminarium św. Karola Boromeusza w Filadelfii, studiując również na Uniwersytecie Villanova, Uniwersytecie Delaware, Katolickim Uniwersytecie Ameryki, uzyskując magisteria z etyki, psychologii klinicznej i nauk politycznych. Święceń prezbiteratu udzielił mu 15 grudnia 1945 biskup pomocniczy Filadelfii, Hugh Lamb.
Po święceniach pracował jako członek wydziału w szkole św. Jakuba w Filadelii i na Uniwersytecie Wirginii. W trakcie wojny koreańskiej dołączył do amerykańskiej Marynarki Wojennej, pełniąc funkcję najpierw kapelana, a następnie naczelnika kapelanów, służąc również podczas wojny wietnamskiej. Osiągnął stopień kontradmirała, a w 1979 roku przeszedł na wojskową emeryturę. 27 października 1966 papież Paweł VI obdarzył go godnością prałata honorowego Jego Świątobliwości. 
24 kwietnia 1979 papież Jan Paweł II mianował go biskupem pomocniczym ordynariatu polowego Stanów Zjednoczonych, ze stolicą tytularną Cursola. Sakry biskupiej udzielił mu 27 maja 1979 w bazylice św. Piotra na Watykanie osobiście papież. 6 maja 1983 został przeniesiony na urząd biskupa diecezji Scranton, a ingres do katedry św. Piotra odbył 29 czerwca 1983. 26 stycznia 1984 został mianowany arcybiskupem metropolitą Nowego Jorku i administratorem apostolskim ordynariatu polowego. Ingres do katedry św. Patryka odbył 19 marca 1984. Funkcję administratora apostolskiego ordynariatu polowego pełnił do 16 marca 1985, gdy administrację przejął arcybiskup koadiutor i wikariusz polowy, John Joseph Thomas Ryan. 
Na konsystorzu 25 maja 1985 został wyniesiony do godności kardynalskiej, otrzymując tytuł świętych Jana i Pawła na Celiusie. W 1995 ze względu na osiągnięcie wieku emerytalnego złożył rezygnację z urzędu, której Jan Paweł II nie przyjął, nakazując mu dalsze pełnienie funkcji. 
Zmarł 3 maja 2000 roku w swojej rezydencji w Nowym Jorku w wyniku zatrzymania akcji serca, będącą komplikacją nowotworu mózgu. Mszy świętej pogrzebowej w Katedrze Świętego Patryka przewodniczył sekretarz stanu Stolicy Apostolskiej, kardynał Angelo Sodano, po czym został pochowany w krypcie katedry. 